# Clavidesmus heterocerus
Clavidesmus heterocerus là một loài bọ cánh cứng trong họ Cerambycidae.